# Ioannes von Kitros
Ioannes von Kitros (altgriechisch Κίτρους Ιωάννης) war ein Bischof des thessalonischen Suffraganbistums Kitros und byzantinischer Kanonist des 13. Jahrhunderts.
Ihm werden in der handschriftlichen Überlieferung ca. 25 Erotapokriseis an Konstantinos Kabasilas von Dyrrhachion zugeschrieben, die teilweise aber auf Demetrios Chomatenos zurückzugehen scheinen. Matthaios Blastares übernahm einen Teil dieser Texte verkürzt in sein Syntagma kata stoicheion. Nach V. Katsaros verfasste (derselbe) Ioannes am Ende des 13. Jahrhunderts auch ein Scheidungsurteil sowie Abhandlungen über die Ämter und die Tage des Jahres.

## Editionen
- Enimundus Bonefidius, Iuris Orientalis Libri III, Genf 1573, Bd. III, S. 159–184
- Ioannes Leunclavius, Iuris Graeco-Romani tam canonici quam civilis Tomi duo, Frankfurt am Main 1596 (Ndr. Farnborough 1971), Bd. I, S. 323–334
- G. A. Rhalles und M. Potles, Σύνταγμα τῶν θείων καὶ ἱερῶν κανόνων, Bd. V, Athen 1855, S. 403–420
- Jacques Paul Migne, Patrologiae cursus completus, series Graeca, Bd. 119, Paris 1894, Sp. 960–985